# فینال جام باشگاه‌های جهان ۲۰۲۰
فینال جام باشگاه‌های جهان ۲۰۲۰ بازی نهایی جام باشگاه‌های جهان ۲۰۲۰، یک تورنمنت بین‌المللی فوتبال باشگاهی به میزبانی قطر بود. این هفدهمین فینال جام باشگاه‌های جهان بود، مسابقاتی که فیفا بین برندگان شش کنفدراسیون قاره‌ای و همچنین قهرمان لیگ کشور میزبان برگزار می‌کرد.
فینال بین باشگاه آلمانی بایرن مونیخ، نماینده یوفا به عنوان قهرمان لیگ قهرمانان اروپا، و باشگاه مکزیکی تیگرس اونال، نماینده کونکاکاف به عنوان قهرمان لیگ قهرمانان کونکاکاف برگزار شد.
مسابقه در ۱۱ فوریه ۲۰۲۱ در ورزشگاه شهر آموزش در الریان برگزار شد. در ابتدا این مسابقه قرار بود در دسامبر سال ۲۰۲۰ برگزار شود، اما به دلیل تأثیرات دنیاگیری کووید-۱۹ در برنامه‌ریزی مسابقات مختلف باشگاه‌های قاره به فوریه منتقل شد.
بایرن مونیخ این مسابقه را ۱–۰ برد تا دومین قهرمانی خود در جام باشگاه‌های جهان و چهارمین عنوان خود در سطح جهانی را به دست آورد. با این برد، بایرن پس از بارسلونا در سال ۲۰۰۹، دومین تیم اروپایی شد که موفق به کسب ۶ جام در یک سال شد. آنها یک سه‌گانه قاره‌ای را در فصل قبل به همراه سوپر جام‌های داخلی و قاره‌ای خود در رقابت های ۲۱–۲۰۲۰ به دست آورده بودند.

## تیم‌ها
| تیم         | کنفدراسیون | نحوه صعود                         | حضور قبلی |
| ----------- | ---------- | --------------------------------- | --------- |
| بایرن مونیخ | یوفا       | قهرمان لیگ قهرمانان اروپا ۲۰–۲۰۱۹ | ۱ (۲۰۱۳)  |
| تیگرس اونال | کونکاکاف   | قهرمان لیگ قهرمانان کونکاکاف ۲۰۲۰ | اولین     |

## ورزشگاه
ورزشگاه شهر آموزش در الریان قطر به عنوان میزبان فینال در ۲۳ دسامبر ۲۰۲۰ اعلام شد. ساخت این ورزشگاه به تازگی به پایان رسیده بود و در سال ۲۰۲۰ افتتاح شد و توانست مسابقات جام جهانی فوتبال ۲۰۲۲ را نیز میزبانی کند. در ابتدا، این ورزشگاه باید میزبان دومین مرحله نیمه نهایی، رده بندی و فینال جام باشگاه‌های جهان ۲۰۱۹ می‌بود، اما بعد از تعویق افتتاح ورزشگاه شهر آموزش، مسابقات به ورزشگاه بین‌المللی خلیفه منتقل شد.

## پیش زمینه
بایرن مونیخ در دومین حضور خود در مسابقات به دومین فینال جام باشگاه‌های جهان خود رسید که در اولی (۲۰۱۳) با شکست الرجا کازابلانکا، قهرمان شد. به طور کلی، این چهارمین فینال قهرمانی باشگاه‌های جهان برای آنها بود که در سال‌های ۱۹۷۶ و ۲۰۰۱ قهرمان جام بین قاره‌ای شدند. بایرن مونیخ با قهرمانی در بوندس‌لیگا، جام حذفی و لیگ قهرمانان اروپا در فصل ۲۰–۲۰۱۹ به همراه سوپر جام اروپا و سوپر جام آلمان در فصل ۲۱–۲۰۲۰ به دنبال ششمین قهرمانی خود در یک سال بود. بنابراین، یک پیروزی آنها را به دومین تیمی تبدیل می‌کرد که موفق به کسب یک شش‌گانه می‌شود، متشکل از سه‌گانه قاره‌ای (لیگ داخلی، جام حذفی داخلی و رقابت‌های قاره‌ای)، به دنبال آن سوپر جام‌های داخلی و قاره‌ای و جام باشگاه‌های جهان در فصل بعد. این موفقیت تنها قبلاً توسط بارسلونا در سال ۲۰۰۹ (پایان فصل ۰۹–۲۰۰۸ و شروع فصل ۱۰–۲۰۰۹) به دست آمده بود.
تیگرس اونال اولین تیم از کونکاکاف بود که به فینال جام باشگاه های جهان رسید. آنها اولین حضور خود را در این رقابت‌ها انجام می‌دادند و با کسب اولین عنوان قهرمانی خود در لیگ قهرمانان کونکاکاف در سال ۲۰۲۰ جواز حضور در این مسابقات را کسب کردند.

## مسیر تا فینال
| بایرن مونیخ | بایرن مونیخ | تیم                     | تیگرس اونال    | تیگرس اونال |
| ----------- | ----------- | ----------------------- | -------------- | ----------- |
| حریف        | نتیجه       | جام باشگاه‌های جهان ۲۰۲۰ | حریف           | نتیجه       |
| استراحت     | استراحت     | یک‌چهارم نهایی           | اولسان هیوندای | ۲–۰         |
| الاهلی      | ۲–۰         | نیمه نهایی              | پالمیراس       | ۱–۰         |

## مسابقه

### خلاصه
در دقیقه ۵۹، بنجامین پاوارد تنها گل بازی را به ثمر رساند که از شش قدم به سمت دروازه خالی شوت کرد، پس از اینکه روبرت لواندوفسکی با ناول گوزمن، دروازه‌بان اونال، توپ را در هوا به چالش کشید. گل توسط وی‌ای‌آر برای آفساید مورد بررسی قرار گرفت و در نهایت داور آن را پذیرفت.

### جزئیات
| بایرن مونیخ | ۱–۰   | تیگرس اونال |
| ----------- | ----- | ----------- |
| پاوارد ۵۹'  | گزارش |             |

| بایرن مونیخ | تیگرس اونال |

| GK            | ۱  | مانوئل نویر (کاپیتان)   |  |     |
| RB            | ۵  | بنجامین پاوارد          |  |     |
| CB            | ۴  | نیکلاس زوله             |  |     |
| CB            | ۲۱ | لوکاس هرناندز           |  |     |
| LB            | ۱۹ | آلفونسو دیویز           |  |     |
| CM            | ۶  | یوزوآ کیمیش             |  |     |
| CM            | ۲۷ | داوید آلابا             |  |     |
| RW            | ۱۰ | لروی زانه               |  | '۷۳ |
| AM            | ۲۹ | کینگزلی کومان           |  | '۷۳ |
| LW            | ۷  | سرژ گنابری              |  | '۶۴ |
| CF            | ۹  | روبرت لواندوفسکی        |  | '۷۳ |
| نیمکت نشینان: |    |                         |  |     |
| GK            | ۳۴ | لوکاس شنلر              |  |     |
| GK            | ۳۹ | رون-توربن هافمن         |  |     |
| DF            | ۲۰ | بونا سار                |  |     |
| MF            | ۲۲ | مارک روکا               |  |     |
| MF            | ۲۴ | کورنتا تولیسو           |  | '۶۴ |
| MF            | ۲۸ | تیاگو دانتاش            |  |     |
| MF            | ۴۲ | جمال موزیالا            |  | '۷۳ |
| FW            | ۱۱ | داگلاس کاستا            |  | '۷۳ |
| FW            | ۱۳ | اریک ماکسیم چوپو-موتینگ |  | '۷۳ |
| سرمربی:       |    |                         |  |     |
| هانسی فلیک    |    |                         |  |     |

| GK            | ۱  | ناول گوزمن            |     |     |
| RB            | ۲۸ | لوئیس رودریگز         | '۶۹ | '۸۰ |
| CB            | ۱۳ | دیگو ریس              |     |     |
| CB            | ۳  | کارلوس سالسدو         |     |     |
| LB            | ۲۹ | خسوس دوینیاس          | '۴۲ |     |
| RM            | ۲۰ | خاویر آکینو           |     |     |
| CM            | ۵  | رافائل کاریوکا        | '۹۰ |     |
| CM            | ۱۹ | گیدو پیزارو (کاپیتان) |     |     |
| LM            | ۲۳ | لوئیس کویینونز        |     |     |
| CF            | ۳۲ | کارلوس گونزالس        |     |     |
| CF            | ۱۰ | آندره-پیر ژینیاک      |     |     |
| نیمکت نشینان: |    |                       |     |     |
| GK            | ۳۵ | خوان پابلو چاوز       |     |     |
| GK            | ۵۰ | آرتورو دلگادو         |     |     |
| DF            | ۴  | هوگو آیالا            |     |     |
| DF            | ۱۴ | خوان سانچز            |     |     |
| DF            | ۱۸ | آلدو کروز             |     |     |
| DF            | ۲۱ | فرانسیسکو مزا         |     |     |
| DF            | ۴۳ | اریک آوالوز           |     |     |
| MF            | ۸  | جردن سیرا             |     |     |
| MF            | ۱۷ | لئوناردو فرناندز      |     |     |
| MF            | ۲۲ | رایموندو فولجنسیو     |     |     |
| FW            | ۳۳ | جولیان کویینونز       |     | '۸۰ |
| FW            | ۵۲ | پاتریک اوگاما         |     |     |
| سرمربی:       |    |                       |     |     |
| ریکاردو فرتی  |    |                       |     |     |

| بهترین بازیکن بازی: یوزوآ کیمیش (بایرن مونیخ) کمک داوران: نیکولاس تاران (اروگوئه) ریچارد ترینیداد (اروگوئه) داور چهارم: ادینا آلوز باتیستا (برزیل) کمک داور ذخیره: نئوزا بک (برزیل) کمک داور ویدئویی: خولیو باسکونیان (شیلی) دستیار کمک‌داور ویدئویی: خمیس المری (قطر) | قوانین مسابقه - ۹۰ دقیقه وقت قانونی. - ۳۰ دقیقه وقت اضافه در صورت لزوم - ضربات پنالتی اگر نتیجه همچنان مساوی است - ۱۲ نیمکت‌نشین - ۵ تعویض در وقت قانونی، به همراه ۱ تعویض در وقت اضافه - ۱ تعویض در صورت ضربه مغزی بازیکن |

### آمار
| آمار          | بایرن مونیخ | تیگرس اونال |
| ------------- | ----------- | ----------- |
| گل            | ۰           | ۰           |
| شوت           | ۸           | ۳           |
| شوت در چارچوب | ۴           | ۱           |
| سیو           | ۱           | ۴           |
| مالکیت توپ    | ٪۵۸         | ٪۴۲         |
| ضربه کرنر     | ۳           | ۲           |
| خطا           | ۶           | ۶           |
| آفساید        | ۲           | ۰           |
| کارت زرد      | ۰           | ۱           |
| کارت قرمز     | ۰           | ۰           |

| آمار          | بایرن مونیخ | تیگرس اونال |
| ------------- | ----------- | ----------- |
| گل            | ۱           | ۰           |
| شوت           | ۱۱          | ۰           |
| شوت در چارچوب | ۵           | ۰           |
| سیو           | ۰           | ۴           |
| مالکیت توپ    | ٪۵۲         | ٪۴۸         |
| ضربه کرنر     | ۱           | ۰           |
| خطا           | ۶           | ۵           |
| آفساید        | ۰           | ۳           |
| کارت زرد      | ۰           | ۲           |
| کارت قرمز     | ۰           | ۰           |

| آمار          | بایرن مونیخ | تیگرس اونال |
| ------------- | ----------- | ----------- |
| گل            | ۱           | ۰           |
| شوت           | ۱۹          | ۳           |
| شوت در چارچوب | ۹           | ۱           |
| سیو           | ۱           | ۸           |
| مالکیت توپ    | ٪۵۵         | ٪۴۵         |
| ضربه کرنر     | ۴           | ۲           |
| خطا           | ۱۲          | ۱۱          |
| آفساید        | ۲           | ۳           |
| کارت زرد      | ۰           | ۳           |
| کارت قرمز     | ۰           | ۰           |